# Malungsberget
Malungsberget är ett naturreservat i Kalix och Överkalix kommuner i Norrbottens län.
Området är naturskyddat sedan 2010 och är 3,9 kvadratkilometer stort. Reservatet omfattar delar av Lill- och Stor-Malungberget med sluttningar mot Räktjärv. Reservatet består av klapperstensfält och urskogsartad tallskog. 